# Sino-Platinum Metals
Sino-Platinum Metals — китайская компания, занимающаяся производством и переработкой драгоценных металлов, а также изготовлением изделий из них, в первую очередь, каталитических конвертеров. Штаб-квартира расположена в Куньмине (провинция Юньнань).

## История
В 1938 году в Куньмине был основан Национальный центральный институт. В 1962 году он был переименован в Куньминский институт драгоценных металлов. В 2000 году на базе института была создана компания Sino-Platinum Metals («Китайские платиновые металлы»). В 2003 году Sino Platinum Metals вышла на Шанхайскую фондовую биржу.
В 2018 году для международных операций в Сингапуре была зарегистрирована дочерняя компания Precious Metals International (Singapore) Pte Ltd. В апреле 2022 года была поглощена Yunnan Precious Metals New Material Holding Group.

## Деятельность
Подразделения компании по состоянию на 2024 год:
- производство новых материалов — производство порошков цветных металлов, материалов для пайки и изготовления датчиков, сплавов драгоценных металлов, трубок и стержней;
- переработка — переработка лома серебра, золота, платины, палладия и родия;
- снабжение — торговля драгоценными металлами, включая импорт и экспорт, финансовые операции.

Продукция компании включает каталитические конвертеры, промышленные катализаторы на основе металлов платиновой группы (хлорид палладия(II), нитрат палладия(II), нитрат платины(II), гексахлороплатинат(IV) водорода, нитрат родия(III), хлорид родия(III), хлорид рутения(III), хлороиридиевая кислота), коммутаторы и щётки для микромоторов, материалы для пайки, элементы реле, прецизионные резисторы, термопары из драгметаллов, порошки и пасты из металлов.
Выручка компании за 2024 год составила 47,5 млрд юаней (6,65 млрд долларов), из них 90 % пришлось на КНР.